# شاشان
شاشان (به لاتین: Shashan) یک منطقهٔ مسکونی در افغانستان است که در ولایت بغلان واقع شده‌است.